# Godefroy (kráter)

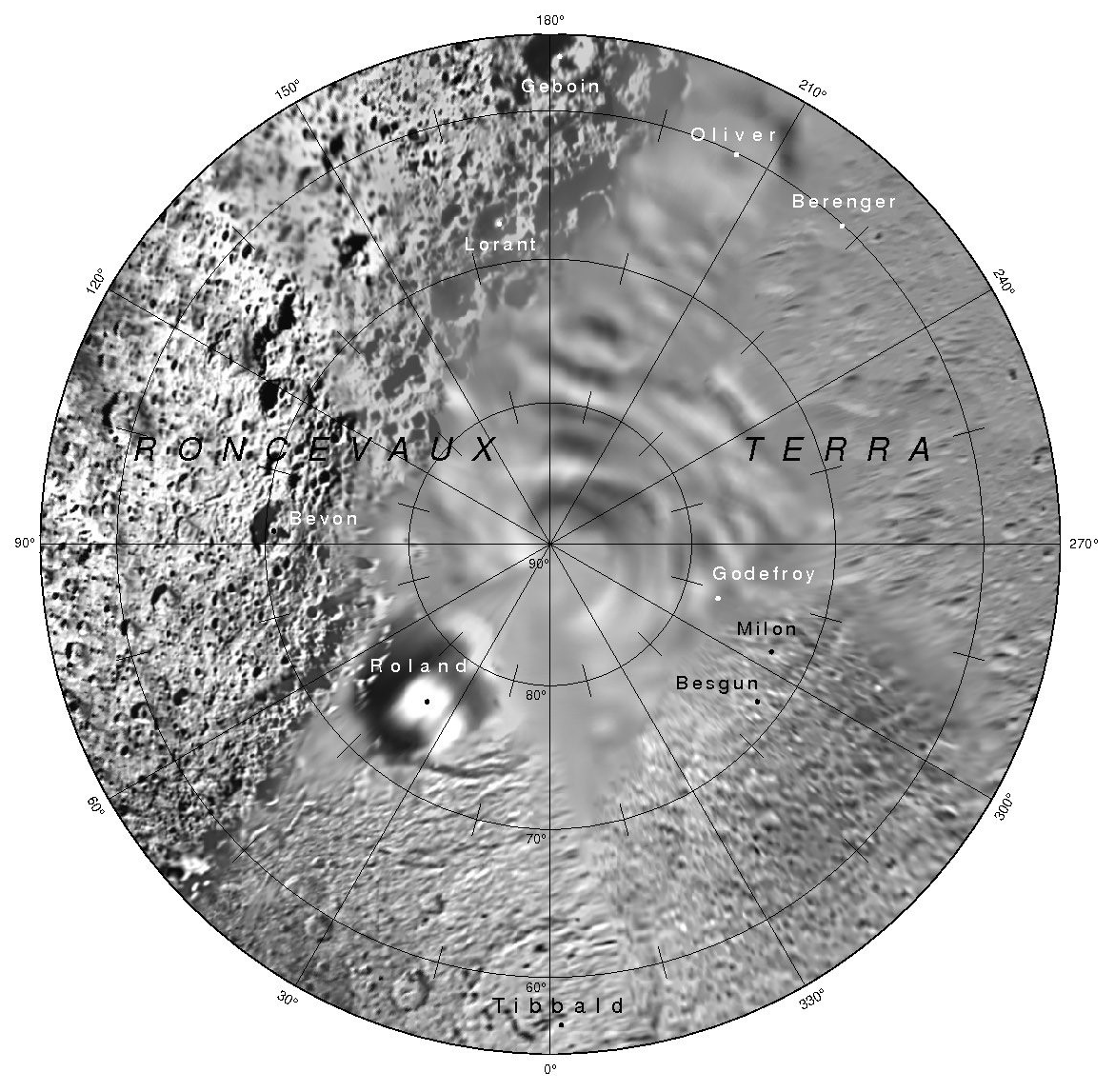
Azimutální kartografické zobrazení severního pólu Iapeta s několika pojmenovanými krátery včetně Godefroye

Godefroy je kráter na Saturnově měsíci Iapetus ležící v severní oblasti Roncevaux Terra nedaleko severního pólu. Nomenklatura kráterů na Iapetu čerpá z francouzských chansons de geste, tento je tak pojmenován podle postavy Godefroye z Písně o Rolandovi. Název tohoto a dalších kráterů na Iapetu byl schválen Mezinárodní astronomickou unií v roce 1982 na základě snímků z americké kosmické sondy Voyager 2.
Má průměr 63 km. Jeho střední souřadnice na měsíci jsou 71,9° S a 249,1° Z.  